# Tomatsuppe
Tomatsuppe er en suppe lavet af tomater. Den serveres både varm og kold og er ofte brugt som ingrediens i mere avancerede retter.
Tomatsuppe kan både indtages som en madret og som en drik.
| Mad og drikke | Spire Denne artikel om mad og drikke er en spire som bør udbygges. Du er velkommen til at hjælpe Wikipedia ved at udvide den. |